# Districte d'Ate
Ate, també conegut com a Ate-Vitarte, és un districte de la Província de Lima, Perú. Situat en la part oriental de la província, és un dels districtes que formen la ciutat de Lima.

## Geografia
El districte té una superfície de 77,72 km². El seu centre administratiu està situat a 355 metres sobre el nivell del mar.

### Límits
- Cap al nord: Lurigancho
- A l'est: Chaclacayo
- Cap al sud: San Borja, Santiago de Surco, La Molina, Cieneguilla
- Cap a l'oest: El Agustino, Santa Anita, San Luis

## Demografia
Segons el cens del 2005, de l'INEI, el districte té 419.663 habitants i una densitat de població de 5.399,7 persones/km². El 2005, hi havia 105.190 cases al districte. És el 13è districte més poblat a Lima.

## Punts d'interès
- Estadi " Monumental ", del "Universitario de Deportes", seu d'un dels més populars equips de futbol del Perú.
- Jaciment Arqueològic de Puruchuco
- Jaciment Arqueològic de Huaycan